# Zoran Đinđić
Zoran Đinđić, em sérvio cirílico Зоран Ђинђић, (Šamac, 1 de agosto de 1952 – Belgrado, 12 de março de 2003) foi um político e filósofo sérvio. Foi prefeito de Belgrado e primeiro-ministro da Sérvia entre 25 de janeiro de 2001 a 12 de março de 2003, data em que foi assassinado.

## Biografia
Đinđić nasceu na Bósnia e Herzegovina, e começou a interessar-se pela política sendo estudante da Universidade de Belgrado. Como socialista reformista, Đinđić foi encarcerado durante vários meses depois de ter tentado estabelecer, juntamente com outros estudantes croatas e eslovenos, uma organização estudantil não comunista. Depois de sair da prisão, continuou os seus estudos na Alemanha com Jürgen Habermas em Frankfurt am Main. Em 1979 obteve o doutoramento em filosofia pela Universidade de Constança.
Em 1989, Đinđić regressou à Jugoslávia, onde, junto com outros dissidentes sérvios, fundou o Partido Democrata. Foi eleito para o Parlamento sérvio em 1990.
Depois de uma intensa série de protestos públicos contra a manipulação das eleições, Đinđić foi nomeado chefe do governo municipal de Belgrado em 1996, sendo o primeiro não comunista autarca na cidade desde a Segunda Guerra Mundial.
Teve um papel importante nas eleições presidenciais da Jugoslávia em setembro de 2000 e na queda do regime de Slobodan Milošević, e acabou por liderar a coligação de 18 partidos Oposição Democrática da Sérvia, conseguindo uma avassaladora vitória nas eleições sérvias de Dezembro de 2000. Foi nomeado primeiro-ministro em janeiro de 2001. Contribuiu de maneira decisiva para enviar Milošević para o Tribunal Penal Internacional para a antiga Jugoslávia das Nações Unidas na Haia.
Đinđić foi assassinado em 12 de março de 2003, com um tiro no peito e outro no estômago. Segundo o governo sérvio, não estava consciente e não tinha pulso quando chegou à sala de emergências médicas. Tinha conseguido obter muitos inimigos devido à sua tendência pró-ocidental, às suas políticas reformistas que tinham feito crescer a taxa de desemprego para mais de 30%, ao ter preso Milošević e enviá-lo para a Haia e por lutar contra o crime organizado. Milorad Lukovic Legija, um ex-comandante da polícia especial foi dado como suspeito de estar implicado no assassinato.